# George H. Sutton

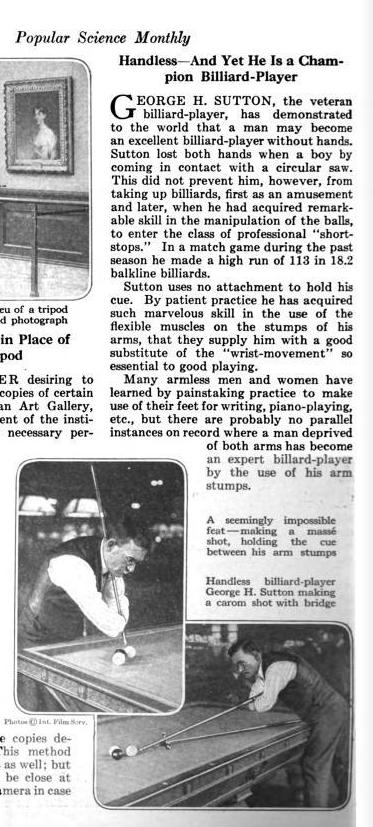
Artikel im Popular Science Monthly, 1918

George H. Sutton (* 1870 in Kanada; † 15. Mai 1938 in Toledo, Ohio), auch bekannt als „der handlose Spieler“ (engl. the „handless billiard player“), war  ein US-amerikanischer Profi-Billardspieler des frühen 20. Jahrhunderts in der Disziplin Karambolage, der auch in Europa spielte und bekannt war. Als „Billard-Experte“ konkurrierte er mit anderen bemerkenswerten Billardprofis wie Willie Hoppe. Sutton hatte keine Arme unterhalb der Ellbogen, was seine Fähigkeit, das Spiel derart bemerkenswert zu meistern, außergewöhnlich machte.

## Persönliches
Geboren und aufgewachsen in Kanada, verlor Sutton im Alter von acht Jahren bei einem Sägewerkunfall beide Arme unterhalb der Ellenbogen.  Trotz dieser Behinderung studierte er Medizin am Wisconsin State College (heute University of Wisconsin–Milwaukee). Sutton wurde ein erfolgreicher Billardspieler und soll mit seinem Können „die Leute verblüfft haben“. Seine Profikarriere dauerte 35 Jahre an.
Sutton heiratete Franziska Alvin (Frances) Renk (* 1873). Sie hatten drei Kinder; Bessie Cordelia (* 1894), Lee George Jr. (1896–1965) und Earl Patrick (1898–1935). Sutton starb im Alter von 68 Jahren an einem Herzinfarkt in Toledo, Ohio. Sogar das letzte Jahr seines Lebens verbrachte er mit Tourneen. Während dieser US-Touren hielt Sutton Vorträge und trat als Mitarbeiter einer Chicagoer Billardfirma bei Ausstellungen auf.

## Karriere
Sutton erlernte das Billardspiel während seines Studiums. Er beherrschte seine Fähigkeiten so weit, dass er einen Weltrekord bei einem Cadre-Wettbewerb errang. 1908 ging er für acht Monate nach Paris, wo er sich im „Café Olympia“ mit anderen Amerikanern im Billardspiel maß. Sutton benutzte keine künstlichen Hilfsmittel um den Queue mit seinen Ellbogen zu halten. Es existiert ein Filmausschnitt aus der Zeit der Jahrhundertwende, der Suttons ungewöhnliches Spiel und Fähigkeiten zeigt.